# Mezmerize
Mezmerize er det fjerde album fra System of a Down, samt den første halvdel af dobbeltalbummet Mezmerize/Hypnotize. 
Albummet er produceret af Rick Rubin og Daron Malakian. Det blev udgivet den 17. maj – seks måneder før Hypnotize. Sangen Soldier Side (intro) bliver færdiggjort på Hypnotize CD'en.
På albummet har Daron Malakian og Serj Tankian delt sangene op, så de synger nogenlunde lige meget. 
Albummet debuterede som nr. 1 på hitlisterne i bl.a. USA og Canada.

## Spor
1. "Soldier Side" (Lyrik og Musik af Malakian)  – 1:03
2. "B.Y.O.B. (Bring Your Own Bombs)" (Lyrik af Malakian, Tankian: Musik af Malakian)  – 4:15
3. "Revenga" (Lyrik af Malakian, Tankian: Musik af Malakian)  – 3:50
4. "Cigaro" (Lyrik af Malakian, Tankian: Musik af Malakian) – 2:11
5. "Radio/Video" (Lyrik og Musik af Malakian)  – 4:13
6. "This Cocaine Makes Me Feel Like I'm On This Song" (Lyrik af Malakian, Tankian: Musik af Malakian)  – 2:08
7. "Violent Pornography" (Lyrik og Musik af Malakian)  – 3:31
8. "Question!" (Lyrik af Tankian: Musik af Tankian, Malakian)  – 3:20
9. "Sad Statue" (Lyrik af Malakian, Tankian: Musik af Malakian)  – 3:27
10. "Old School Hollywood" (Lyrik og Musik af Malakian)  – 2:58
11. "Lost in Hollywood" (Lyrik af Malakian, Tankian: Musik af Malakian)  – 5:20

## Musikere
- Serj Tankian – Vokal, keyboard
- Daron Malakian – Vokal, guitar
- Shavo Odadjian – Bas, bagvokal
- John Dolmayan – Trommer

## Placering på hitliste

### Album
Billboard magazine (Nord amerika)
| År   | Hitliste          | Placering |
| ---- | ----------------- | --------- |
| 2005 | The Billboard 200 | 1         |

### Singler
| År   | Single      | Hitliste               | Placering |
| ---- | ----------- | ---------------------- | --------- |
| 2005 | "B.Y.O.B."  | Modern Rock Tracks     | 4         |
| 2005 | "B.Y.O.B."  | Mainstream Rock Tracks | 4         |
| 2005 | "B.Y.O.B."  | The Billboard Hot 100  | 27        |
| 2005 | "Question!" | Modern Rock Tracks     | 9         |
| 2005 | "Question!" | Mainstream Rock Tracks | 7         |